# Jason Hawke
Jason Hawke (ur. 14 lutego 1979 w Hamburgu) – niemiecki aktor i model erotyczny, występujący głównie w amerykańskich filmach pornograficznych.

## Życiorys
Urodził się i wychował w Niemczech. Podczas pobytu w Venice został odkryty przez agenta, który zaproponował jemu pracę jako fotomodel w czasopism sportowych. W 2000 zadebiutował w filmie Lords of Jet Set Manor.
W latach 2000–2008 wystąpił w ponad siedemdziesięciu pięciu produkcjach.
Jego udział w filmach gejowskich w latach 2001–2005 przyniosła mu sześć nominacji do nagrody przemysłu pornograficznego Grabby Award. Znalazł się też kilkakrotnie na okładce magazynu „Unzipped” (w sierpniu 2000, we wrześniu 2002, w listopadzie 2003, w lipcu 2005), „Men” (w lutym 2004), „Freshmen” (we wrześniu 2000, w marcu 2006), „Honcho” (w sierpniu 2004), „Mandate” (w sierpniu 2004), „All Man” (w listopadzie 2001), „Blueboy” (w styczniu 2001), „Dude” (w sierpniu 2001), „Jock” (w marcu 2006) i „Playguy” (w lipcu 2002).
W 2007 strona internetowa MaleStockroom.com ogłosiła, że Jason Hawke weźmie udział w sesji zdjęciowej ze zwycięzcą konkursu America’s Next Top Fetish Model.
Wziął też udział w filmach dokumentalnych: Gwiazdy XXX – portret intymny (Thinking XXX, 2004) z Peterem North, Terą Patrick, Seanem Michaelsem, Gina Lynn, Ginger Lynn, Jesse Jane, Chloe Dior, Michaelem Lucasem, Sunrise Adams, Ronem Jeremy, Niną Hartley, Brianą Banks, Belladonną i Jenną Jameson oraz Everything You Wanted to Know about Gay Porn Stars but were Afraid to Ask (2010) z Johnnym Hazzardem.
Przez sześć lat był partnerem kanadyjskiego aktora erotycznego Jeremy’ego Jordana, a ich związek uznano za jeden z najdłuższych związków męskich w sferze gejowskiej pornografii. Jordan i Hawke w czasie trwania swojego związku także występowali wspólnie w filmach oraz wzięli udział w sesji zdjęciowej do albumu Timothy’ego Greenfielda-Sandersa pt. XXX: 30 Porn Star Photographs w roku 2004. Jason związał się potem z Eddiem Bastianem.

### Nagrody i nominacje
| Rok  | Nagroda      | Kategoria                           | Film                            | Inni wykonawcy            | Rezultat  |
| ---- | ------------ | ----------------------------------- | ------------------------------- | ------------------------- | --------- |
| 2001 | Grabby Award | Najlepsza scena seksu w duecie      | Jacked to Vegas (2000)          | Nino Bacci                | Nominacja |
| 2001 | Grabby Award | Najlepsza scena seksu trójosobowego | The Violation: Surrender (2000) | Eric Hart i Jeremy Jordan | Nominacja |
| 2002 | GayVN Award  | Najlepszy debiutant                 | –                               | –                         | Nominacja |
| 2002 | GayVN Award  | Najlepszy wykonawca                 | –                               | –                         | Nominacja |
| 2002 | Grabby Award | Najlepsza scena seksu w duecie      | SuperCharge (2001)              | D.C. Chandler             | Nominacja |
| 2003 | Grabby Award | Najlepszy aktor drugoplanowy        | The Bouncer (2002)              | –                         | Nominacja |
| 2003 | Grabby Award | Najlepszy wykonawca                 | –                               | –                         | Nominacja |
| 2004 | Grabby Award | Najlepszy wykonawca                 | –                               | –                         | Nominacja |
| 2005 | Grabby Award | Najlepszy wykonawca                 | –                               | –                         | Nominacja |